# Оппенгеймер, Джейн
Джейн Оппенгеймер (англ. Jane M. (Marion) Oppenheimer; 19 сентября 1911, Филадельфия, Пенсильвания — 19 марта 1996) — американский эмбриолог и историк науки. Доктор философии (1935), профессор колледжа Брин Мар (1953—1980), эмерит. Член Американского философского общества, Академии искусств и литературы. Отмечена рядом других отличий.
Являлась президентом Американского общества зоологов (1973).
После окончания колледжа Брин-Мор в 1932 году (B.A. по биологии), где специализировалась на зоологии, стала аспиранткой Йельского университета (научрук — John Spangler Nicholas — повлиял на сосредоточение ее интеллектуальных интересов как на эмбриологии, так и на истории оной). Там же на нее повлиял ведущий американский эмбриолог того времени Росс Гренвилл Гаррисон. Получит докторскую степень по зоологии; аспирантская работа послужит началу ее карьеры экспериментатора. В 1938 году возвращается в альма-матер Брин-Мор-колледж в качестве преподавателя биологии (сперва инструктор, с 1943 года ассистент-, с 1947 года ассоциированный, с 1953 года профессор), уйдет оттуда в 1980 году именным профессором биологии и истории науки (William R. Kenan, Jr. Professor), эмерит. Офицер Американской ассоциации содействия развитию науки. С 1987 по 1992 год секретарь Американского философского общества. Ее основными научными интересами были эмбриология, история эмбриологии, история науки. Среди ее отличий NASA’s Achievement Award и Soviet Kosmos Award.
Автор Essays in the History of Embryology and Biology. Автор Британники.